# Wicked Blood
Wicked Blood is een actiefilm/thriller uit 2014 geschreven en geregisseerd door Mark Young. De hoofdrolspelers zijn Abigail Breslin, James Purefoy, Sean Bean, en Alexa Vega. De film werd op 4 maart 2014 uitgebracht in Amerika.

## Plot
Tiener Hannah Lee Baker (Abigail Breslin) woont in de zuidelijke onderwereld van wapens en geweld, meth labs en motorbendes. Ze woont samen met Amber (Alexa Vega), haar oudere zus; en haar oom Donny (Lew Temple), een verslaafde. Ze leven allemaal in angst voor hun 'oom' Frank Stinson (Sean Bean), wie het illegale familiebedrijf uitvoert, geholpen door zijn psychotische jongere broer Bobby (Jake Busey). Dingen veranderen wanneer Amber aangetrokken wordt tot Wild Bill Owens (James Purefoy), een methhandelaar die zich in oorlog bevindt tegen Frank.

## Cast
- Abigail Breslin als Hannah Lee Baker
- James Purefoy als Bill Owens
- Sean Bean als Frank Stinson
- Alexa Vega als Amber Baker
- Lew Temple als Donny Baker
- Jake Busey als Bobby Stinson
- J.D. Evermore als Doctor
- Ritchie Montgomery als Hank
- Thomas Francis Murphy als Bearded Man